# Ulf Norström
Ulf C:son (Carlson) Norström, född 7 juni 1929 i Stockholm, är en svensk diplomat.

## Biografi
Norström är son till advokat Carl Norström och Kerstin Nordenankar. Han tog juris kandidatexamen i Stockholm 1952 innan han blev attaché vid Utrikesdepartementet (UD) 1953. Norström tjänstgjorde vid generalkonsulatet i New York 1954-1955, ambassaden i Washington, D.C. 1956-1957, legationen i Canberra 1958-1960 och vid UD 1961-1965. Han tjänstgjorde vid ambassaden i Wien 1966-1970, Paris 1971-1974, Oslo 1975-1978, var ambassadör i Lima och La Paz 1979-1982 samt vid UD 1983-1985. Norström var generalmajor och svensk representant i Neutrala nationernas övervakningskommission i Panmunjom 1986 samt var ambassadör i Kuwait, Bahrain, Qatar och Förenade Arabemiraten 1987-1989. Han var därefter generalkonsul i Hongkong 1990-1993 och förordnades därefter att stå till utrikesministerns förordnade med ställning som ambassadör.
Norström gifte sig 1990 med Carin Berg (född 1938).